# Olavius verpa
Olavius verpa är en ringmaskart som beskrevs av Erséus 1985. Olavius verpa ingår i släktet Olavius och familjen glattmaskar. Inga underarter finns listade i Catalogue of Life.